# Bukovica Mala (Derventa, BiH)
Bukovica Mala je naseljeno mjesto u sastavu Grada Dervente, Republika Srpska, BiH. 

## Stanovništvo
| Bukovica Mala      |             |
| Godina popisa      | 1991.       |
| Srbi               | 124 (59,90) |
| Hrvati             | 78 (37,68)  |
| Jugoslaveni        | 3 (1,45)    |
| Muslimani          | 0           |
| ostali i nepoznato | 2 (0,97)    |
| ukupno             | 207         |